# La Rosière (Haute-Saône)
La Rosière település Franciaországban, Haute-Saône megyében. Lakosainak száma 79 fő (2022. január 1.). La Rosière La Montagne, Rupt-sur-Moselle, Corravillers és La Longine községekkel határos.

## Népesség
A település népességének változása:
| Lakosok száma | 160  | 136  | 113  | 87   | 80   | 80   | 80   | 81   | 80   | 79   |
|               | 1962 | 1975 | 1982 | 1999 | 2013 | 2015 | 2017 | 2019 | 2020 | 2022 |